# Brachydesmus carniolensis
Brachydesmus carniolensis är en mångfotingart som beskrevs av Karl Wilhelm Verhoeff 1895. Brachydesmus carniolensis ingår i släktet Brachydesmus och familjen plattdubbelfotingar.

## Underarter
Arten delas in i följande underarter:
- B. c. carniolensis
- B. c. compactus